# Moulin à vent de la Pinsonnerie
Le moulin à vent de la Pinsonnerie est un moulin situé à Faye-d'Anjou, en France.

## Localisation
Le moulin est situé dans le département français de Maine-et-Loire, sur la commune de Faye-d'Anjou.

## Description
Le moulin de la Pinsonnerie est un moulin à vent destiné à l'origine (fin du XVIIIe siècle) à la production de farine et ce jusqu'en 1926. Ce moulin à cavier et conique est équipé d'ailes Berton depuis sa restauration en 1987 par ses actuels propriétaires Dominique et Anita Leblanc, un couple de viticulteurs des Coteaux du Layon, du domaine des Closserons. Il est de type cavier, à cône en maçonnerie et possède deux paires de meules. Il arrive que l'on puisse le visiter et même le voir tourner lors des nombreuses fêtes du village de Faye-d'Anjou.

## Historique
L'édifice est inscrit au titre des monuments historiques en 1978 et a été restauré en 1987.
Cependant, au-delà de son utilité en tant qu'outils de travail du meunier, cet édifice (ainsi que la plupart des 13 moulins autrefois visibles sur les coteaux) servait durant les guerres de Vendée à prévenir la population du village de Faye-d'Anjou de l'arrivée des troupes royalistes, les chouans en fonction de la position de ses ailes.

## Légende
Les moulins situés sur les coteaux du Layon appartenant généralement à des moines durant la période des guerres de Vendée, un trésor aurait été caché dans l'un des moulins afin d'éviter qu'il ne tombe aux mains des chouans.